# 三角窓

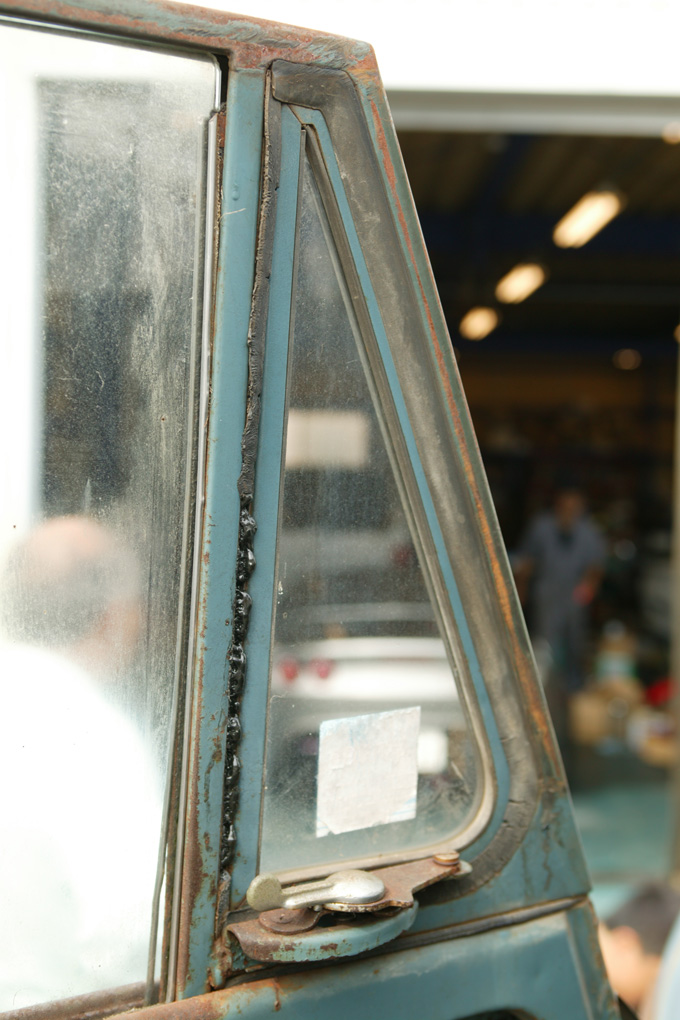
マツダ・T1500の三角窓

三角窓（さんかくまど）とは、開閉することで室内の換気を行う窓のことで、自動車の機能部品の一つ。
ダクトと強制送風ファンによる換気装置が普及していなかった、あるいは品質や信頼性が低かった時代の重要な快適装備の一つである。

## 概要
多くはフロントドアウインドウの前寄りに装備されており、垂直軸で回転して開閉し、開く角度を調節することで、走行風を利用した外気の取り入れや、負圧を利用した内気の吸出しによって室内を換気することができる。後席の快適性が重視される高級車ではリアドアウインドウにも、ステーションワゴンやスポーツ・ユーティリティ・ビークル（SUV）では、リアクォーターウインドウ（荷室部の側窓）に備わるものもある。
「三角窓」は日本での通称であるが、その形状は必ずしも三角形とは限らない。英語ではVentilation window（換気窓）、あるいは Butterfly screenとも呼ばれる。また、前後のドアやリアクォーターウインドウに設けられる、ディビジョンバー（仕切り）で隔てられた小型のウインドウガラスを、開閉の可否に関わらず「クオーターグラス」（Quarter glass ）と呼ぶこともある。

## 歴史
1920年代以降、乗用車に屋根付きのクローズド・ボディが普及するにつれ、内気と外気の換気の見地から、車体外板を開閉して外気を導入する原始的なベンチレーターが装備されるようになった。だが、構造の単純さ故に閉鎖時でも隙間風が入りやすい問題があり、改善が望まれていた。
対策は、ゴム・シーリングで気密性を高めると共に、排出される室内気と同等以上の外気を導入することである。1930年代初期にGM傘下のボディ架装メーカーであったフィッシャー・ボディは、ここに着目して「ノー・ドラフト・ベンチレーション」（No-Draft Ventilation = すきま風無しの換気装置）を考案し、1933年以降のGM系列各社に採用された。前席ドア窓の前寄り部分を回転式の独立した小型窓とし、適度に開閉することで、窓前方から外気を導入した分、外圧と窓後方の負圧で内気が吸い出される構造である。考案当初の1930年代前半、自動車は乗用車であっても流線形化以前のスタイルで、フロントウインドシールドが垂直近くに立っていたため、この換気窓は「三角窓」ではなく四角形に近かった。
GMの方式は実用性が高かったため、第二次世界大戦直後までに多くの国の自動車に広まったが、その過程で自動車の流線形化が進み、フロントウインドシールドの傾斜が大きくなると、前方ドアもそれだけ前端が傾斜した形でデザインされるようになり、ドア前端に位置する換気窓は1940年代末期までには必然的に三角形を呈するようになった。

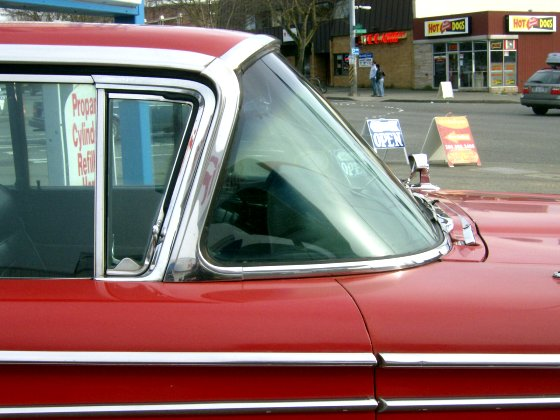
パノラミックウインドウのフロントウインドシールドと三角窓の例
（1959年型エドセル・コルセア）

アメリカ車ではフロントウインドシールドとリアウインドウに大型の曲面ガラスを用いたパノラミックウインドウ（ラップアラウンドウインドウの呼称もある）が流行し、それらは見晴らしの良さとスピード感を表現するため、フロントピラー（Aピラー）の上側が前方にせり出しており、三角窓は逆台形となっていた。
三角窓は回転角度で換気量を調節でき、走行中であれば、ファンをまわすモーターなどの動力が一切不要で、便利な機構であった。このため1950年代には採用していない自動車の方が珍しいほどに普及したが、1960年代以降廃れていく。
原因としては、自動車スタイリングの流行の変化、コストダウンに伴う単純化などの影響もあったが、1960年代以降、カーヒーターとセットになった強制送風式の配管構造を持つ内蔵ベンチレーション・システムが普及し、敢えて三角窓を採用する必要性が薄れた点がある。また当時、安全対策への意識が向上する過程で、三角窓の窓枠が車内外に突出することによる事故時の乗員負傷、車外の歩行者に接触する事故の危険性が問題視されるようにもなった。さらに高速時には風切り音の発生源になることや、悪天候時の換気には使いにくいこと、駐車中に三角窓を割られ、車上狙いや自動車自体の盗難被害につながる短所もあり、1970年代までには市場の自動車における換気機構としてはほぼ廃れた。
ただしモデルチェンジのサイクルが長かった5・4ナンバーフルサイズクロスカントリーカーでは1990年代まで生き残ることになった（初代パジェロ、初代ビッグホーン (いすゞ)/ビッグホーン (SUBARU)、共に1991年フルモデルチェンジまで継続。ただし、クロスカントリーカーやトラックの一部では、カーエアコン装着率の低い仕向地（開発途上国など）への輸出を考慮し、現行車にも三角窓が見られる。日本国内向けモデルにも、輸出向けとの共通化や、自然の風を感じる楽しみを残す目的から、新規車種で三角窓を装備するものがあった。
換気用三角窓とは異なる性格のものに、オープンカーのフロントウインドシールドフレームの走行中のゆれ（シェイク）を防ぐ目的で設けられたものや、最近のミニバンなど、フロントピラーの付け根がドライバーの視点から遠い車種では、死角削減のためにAピラーとA'ピラーの間に三角形の窓を配す場合があるが、これらは単に窓の形状が三角形であるだけであり、旧来の「換気窓」としての三角窓の範疇には入らない。

## 趣味的特徴
特定の時代の自動車特有の装備であることから、ノスタルジーを感じさせる点でも重要なアイテムで、旧車趣味人には実用面と併せ、これを好む者が多い。
低価格の大衆車や、簡素を旨とするスポーツカーの一部では、三角窓は省かれる場合が有る。それに対し、高級車ではパワーウインドウの一環として、電動開閉式を採用するものが多く、日本車では、センチュリーやプレジデントが早くから電動式を採用していた。特にこれらの大型車は後席居住性重視のため、リアドアの三角窓も電動式となっていた。
また、小さいドアに大きなドアガラスを収納しきれないため、三角形や台形の窓を設けてディビジョンバーで窓を分割する例は、リアホイールアーチの逃げが必要な4ドア車のリアドアでしばしば見られるが、リアドアでは無い例としていすゞ・117クーペ（2ドア）のドアガラスがある。